# Sean Baptist Brady
Pour les articles homonymes, voir Brady.
Cet article possède un paronyme, voir Sean Brady.
Sean Baptist Brady, né le 16 août 1939 à Drumpcalpin, est un cardinal irlandais, archevêque émérite d'Armagh depuis septembre 2014.

## Biographie

### Enfance et études
Sean Baptist Brady est né le 16 août 1939 près de Laragh en Irlande. Il fait ses études de philosophie et de théologie au Collège pontifical irlandais à Rome, obtenant en 1967 une maîtrise de droit canonique à l'Université pontificale du Latran.

### Prêtre
Il a été ordonné prêtre à Rome le 22 février 1964 par le cardinal Luigi Traglia. Il retourne en Irlande entre 1967 et 1980 où il enseigne au Saint Patrick's college de Cavan avant de revenir à Rome comme vice recteur du Collège pontifical irlandais avant d'en devenir recteur de 1987 à 1993.  

### Évêque
Nommé archevêque coadjuteur d'Armagh le 13 décembre 1994, Brady est consacré le 19 février 1995 par le cardinal Cahal Brendan Daly dont il prendra la succession comme archevêque titulaire de l'archidiocèse d'Armagh et primat de toute l'Irlande le 1er octobre 1996. 
Sa devise épiscopale est « connaître Jésus Christ ».
Il est actuellement président de la Conférence des évêques catholiques irlandais dont il a supervisé des modifications en profondeur. 
Il a pris publiquement position pour défendre les valeurs fondamentales de la communauté irlandaise, en particulier sur les droits de la famille basée sur le mariage et sur le droit de l'Église à avoir des écoles catholiques. 
Sur un plan plus politique, il est le chef de la délégation catholique lors des rencontres avec les partis politiques d'Irlande du Nord qui sont organisées à la suite de la signature de l'accord de Belfast en 1998.

### Cardinal
Benoît XVI l'a créé cardinal lors du consistoire du 24 novembre 2007 avec le titre de cardinal-prêtre des Santi Quirico e Giulitta.
Le 12 juin 2008, Sean Baptist Brady est nommé membre du Conseil pontifical pour la promotion de l'unité des chrétiens et de la Commission pontificale pour le patrimoine culturel de l'Église.
Il participe au conclave de 2013 qui élit François.
Le pape accepte sa démission le 8 septembre 2014 et nomme son coadjuteur Eamon Martin pour lui succéder.
Le 16 août 2019, il atteint la limite d'âge pour pouvoir participer aux votes du prochain conclave.